# (300334) Antonalexander
(300334) Antonalexander est un astéroïde de la ceinture principale.

## Description
(300334) Antonalexander est un astéroïde de la ceinture principale. Il fut découvert le 12 septembre 2007 à Rimbach (Hesse) par Michael Koenig. Il présente une orbite caractérisée par un demi-grand axe de 2,42 UA, une excentricité de 0,24 et une inclinaison de 8,2° par rapport à l'écliptique.